# Keeping Up Appearances
Keeping Up Appearances est une sitcom britannique en 44 épisodes de 30 minutes créée et écrite par Roy Clarke, diffusée du 29 octobre 1990 au 25 décembre 1995 sur BBC1.
Cette série est inédite dans tous les pays francophones.

## Synopsis
Hyacinth Bucket est une femme d'une soixantaine d'années d'origine modeste et très commune. Son principal défaut est le snobisme. Son désir d'appartenir à une classe sociale plus élevée et de paraître l'amène à travers les aventures d'un quotidien banal – dans lequel chacun et chacune pourrait se reconnaître - à céder à de nombreuses manies, dont celle d'être appelée « Bouquet » (Bucket, en anglais signifie « seau » ou « tinette ») ou la prétention d'organiser des « Soupers aux Chandelles » où elle ne prétend recevoir que la crème de ce qu'elle considère comme la bonne société britannique, le Vicaire, le Major, Mme Fortescue et tout ce qui compte un titre vaguement aristocratique.
Elle travaille son apparence à travers un conformisme vestimentaire que ne rejetterait pas la Reine d'Angleterre : robes et tailleurs fleuris, chapeaux extravagants, sac à main, gants blancs, etc. dès qu'elle sort, ne serait-ce que pour traverser la rue. Elle tente, au travers de tous ses actes et gestes, d'impressionner son entourage. Ce dernier se compose principalement de son mari, Richard, un aimable et docile fonctionnaire qu'elle écrase de sa forte personnalité et d'Elizabeth, sa très aimable voisine, dont la fragilité nerveuse se révèle à travers les constantes craintes que les injonctions péremptoires de Hyacint provoquent. Le second cercle de ses proches est constitué de ses trois sœurs : Daisy, mariée à Onslow, un chômeur toujours vêtu négligemment d'un marcel et une canette de bière à la main près de son vieux téléviseur, Rose la coquette courtement vêtue, éternelle amoureuse d'hommes mariés, et de Violet qu'on verra sporadiquement. Hyacinth la pare sans cesse de qualités qui synthétisent la quintessence de ses propres aspirations à une certaine grandeur : grande villa, avec piscine et « écuries pour poneys ». Seule ombre au tableau de cette sœur qui a manifestement réussi, son mari Bruce adore se travestir en arborant les tenues de sa femme.
N'oublions pas le papa, autre élément de la tribu, dont on parle beaucoup sans vraiment le voir, si ce n'est épisodiquement. Il est sénile et a une nette tendance à disparaître ou à suivre des femmes dans la rue. Quelques personnages périphériques savoureux et très caricaturaux, représentatifs de la société traditionnelle, complètent l'éventail des personnages de cette très drôle caricature de la société britannique : le laitier, le facteur, le vicaire et sa femme, le frère d'Elizabeth et d'innombrables personnages.

## Distribution
- Patricia Routledge (en) : Hyacinth Bucket
- Clive Swift (en) : Richard Bucket
- Josephine Tewson (en) : Elizabeth Warden, ou Liz, la voisine
- Judy Cornwell : Daisy
- Geoffrey Hughes (en)  : Onslow
- Shirley Stelfox (en) (saison 1) puis Mary Millar (en) : Rose Walton

## Commentaire
Cette série télévisée eut un succès considérable entre 1990 et 1995 sur la BBC. On y trouve tous les éléments qui, depuis que la comédie antique a portraituré ses contemporains, amuse le public qui rit de ses propres défauts. C'est la force de la comédie universelle qui nous permet aujourd'hui, plus de vingt ans plus tard, d'en rire encore avec tant de bonheur. On peut évoquer à ce propos tous les grands auteurs qui ont amusé en instruisant leurs contemporains, tant britanniques que français ou italiens : Marlowe, Molière, Goldoni, etc. La diction des personnages est remarquablement claire, audible et permet aux non-anglophones d'assimiler quasiment toutes les nuances des différents accents de la société britannique et donc, d'apprendre à mieux prononcer l'anglais, tout en s'amusant follement, car les gags s'enchaînent à cadence soutenue, ponctués de rires enregistrés, heureusement intelligemment utilisés.